# Tymon Kolasiński

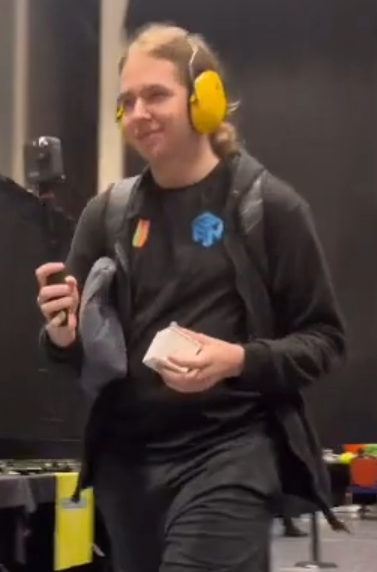
Tymon Kolasiński, 2022

Tymon Kolasiński ist ein polnischer Speedcuber. Er stellte Weltrekorde in den Disziplinen 3x3x3 und Pyraminx auf.

## Leben
2016 nahm er an seinem ersten Speedcubing-Turnier teil, dem WLS Wiosna 2016. Bei der Polish Championship 2016 belegte er den 2. Platz in der Disziplin Pyraminx. Von 2018 bis 2022 hielt er den 1. Platz in der Disziplin 3x3x3 bei den Polish Championships. 2019 wurde er Pyraminx-Weltmeister. Bei der Rubik's WCA European Championship 2022 gewann er in den Disziplinen 3x3x3, 5x5x5, 6x6x6, 7x7x7 und Pyraminx und bei der Rubik's WCA European Championship 2024 in den Disziplinen 3x3x3, 4x4x4, 5x5x5 und 6x6x6. In den Speedcubing-Weltmeisterschaften 2023 belegte er den 1. Platz in 4x4x4 und 6x6x6. In den Weltmeisterschaften 2025 belegte er den 1. Platz in 5x5x5, den 2. in 6x6x6 und 7x7x7 und den 3. in 3x3x3 und 4x4x4.

## Weltrekorde
| Disziplin | Typ            | Zeit in Sekunden | Turnier                                           |
| --------- | -------------- | ---------------- | ------------------------------------------------- |
| 3x3x3     | Durchschnitt   | 5,09             | Cubers Eve Lubartów 2021                          |
| 3x3x3     | Durchschnitt   | 4,86             | Cube4fun in Warsaw 2022                           |
| Pyraminx  | Einzelergebnis | 1,20             | Speed Days Kraśnik 2018                           |
| Pyraminx  | Durchschnitt   | 2,02             | GLS Final 2017                                    |
| Pyraminx  | Durchschnitt   | 1,87             | Cube Factory Częstochowa 2018                     |
| Pyraminx  | Durchschnitt   | 1,86             | Grudziądz Open 2019                               |
| Pyraminx  | Durchschnitt   | 1,83             | Lubelska Liga Speedcubingu II Biała Podlaska 2021 |
| 4x4x4     | Durchschnitt   | 19,17            | Hvidovre NxN 2025                                 |
| 5x5x5     | Einzelergebnis | 31,60            | DuPage Fall 2024                                  |
| 5x5x5     | Einzelergebnis | 30,45            | Rubik's WCA Asian Championship 2024               |
| 5x5x5     | Durchschnitt   | 34,31            | Rubik's WCA World Championship 2025               |
| Quelle:   |                |                  |                                                   |